# NGC 3424
NGC 3424 é uma galáxia espiral barrada (SBb) localizada na direcção da constelação de Leo Minor. Possui uma declinação de +32° 54' 01" e uma ascensão recta de 10 horas, 51 minutos e 46,2 segundos.
A galáxia NGC 3424 foi descoberta em 7 de Dezembro de 1785 por William Herschel.